# St. Antonius (Wuppertal)

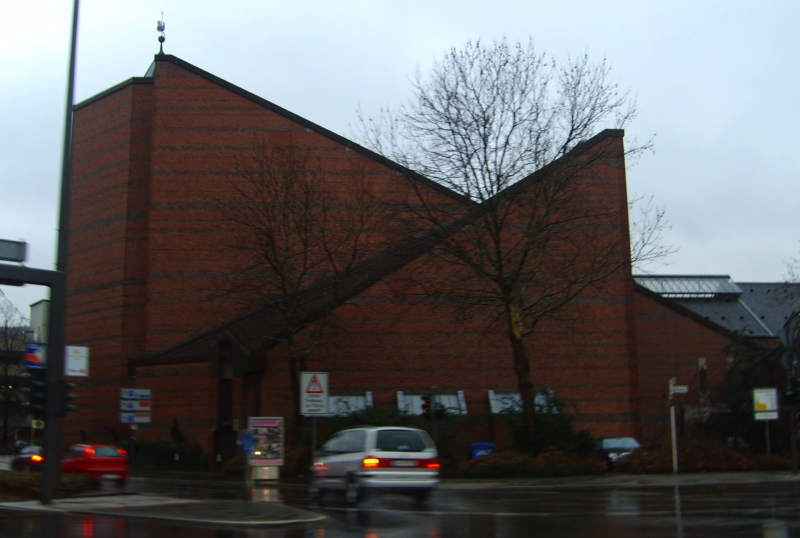
Ansicht von Norden

Die Kirche St. Antonius in Wuppertal ist das Gotteshaus der ältesten katholischen Gemeinde im Stadtteil Barmen nach der Reformation.

## Geschichte

### Katholiken in Barmen vor 1708

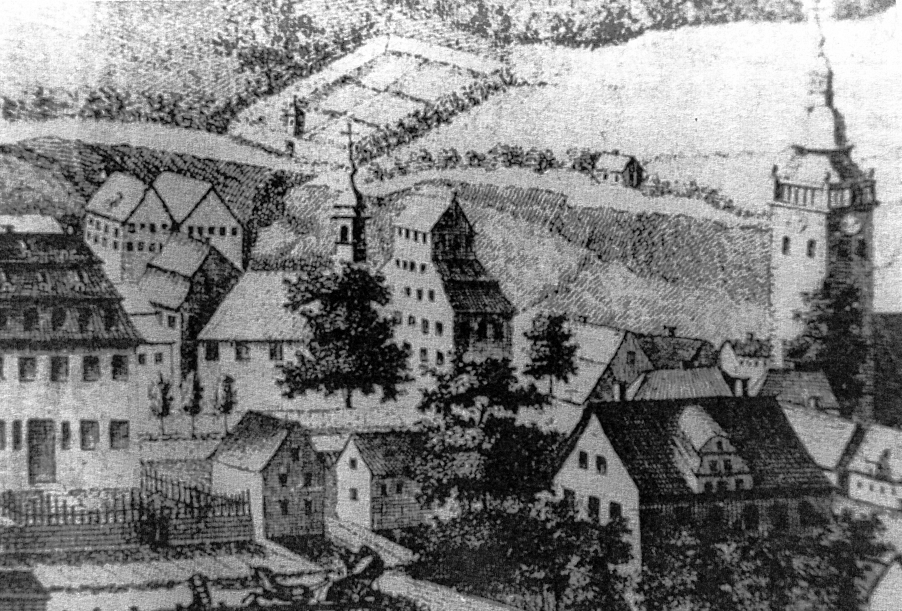
Die erste Kirche (links) auf einem Kupferstich von 1788

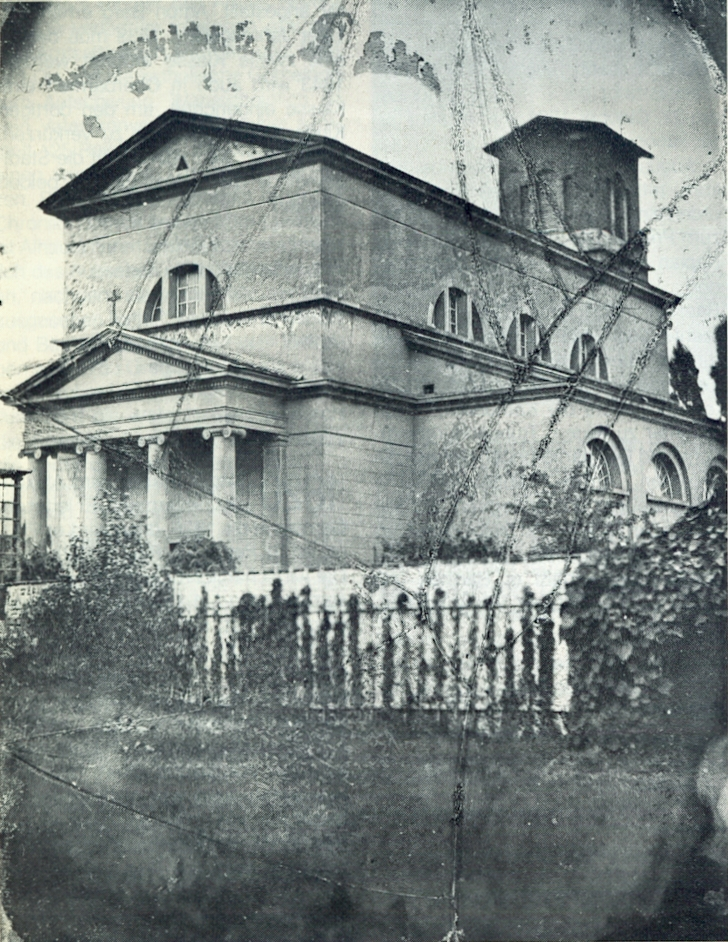
Foto der zweiten Kirche

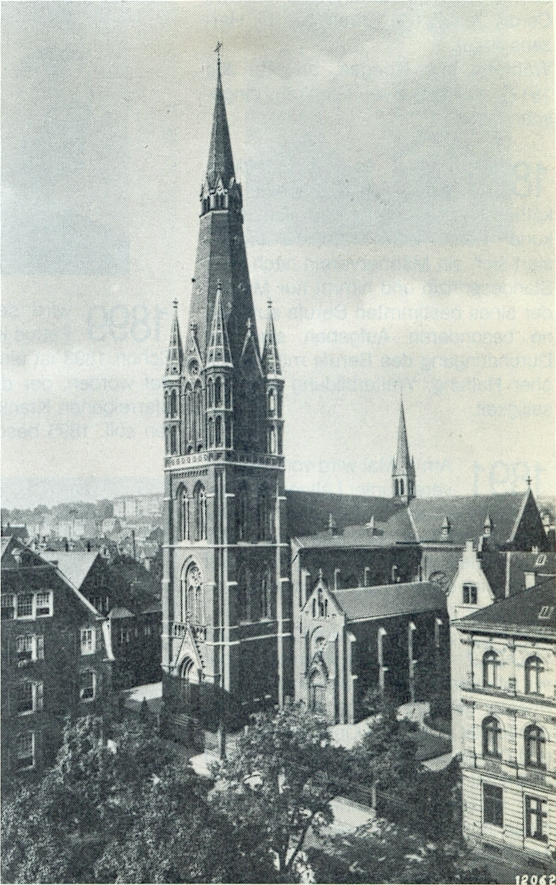
Foto der dritten Kirche

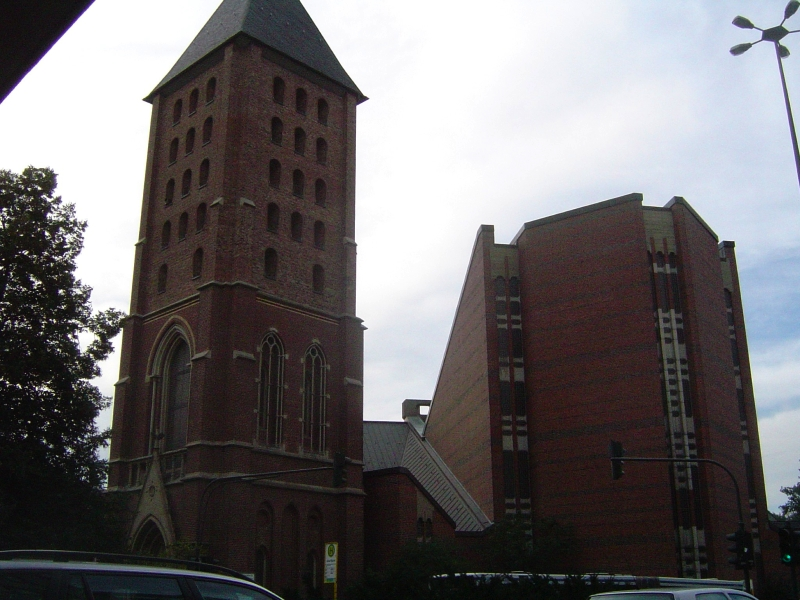
Turm und Chor der vierten Kirche von Osten

Zur Zeit der Reformation bestand das Gebiet Barmens noch aus einzelnen Höfen und war ohne Kirche. Unterbarmen gehörte kirchlich zu Elberfeld, Oberbarmen zu Schwelm. Die Grenze verlief etwas westlich des heutigen Alten Marktes. Im Zuge der Reformation wurde Elberfeld reformiert, Schwelm dagegen lutherisch. Die wenigen Katholiken im Wuppertal wurden von den Mönchen des Klosters Steinhaus in Beyenburg seelsorgerisch betreut. Erst der katholische Kurfürst Johann Wilhelm, Herzog von Jülich-Kleve-Berg, beauftragte die Jesuiten mit der Gründung einer „Bergischen Mission“. Ab 1682 war ein Jesuitenpater für die damals 15 katholischen Familien Barmens zuständig, ab 1699 ein Franziskaner aus Hardenberg, dem heutigen Neviges. Johann Wilhelm stellte 1705 eine Gemarkung mit 19 Parzellen zur Gründung eines Dorfes zur Verfügung, die die Keimzelle der späteren Stadt Barmen bildet. Die reformierten Christen Oberbarmens trennten sich von der Schwelmer lutherischen Gemeinde und erhielten 1702 die Erlaubnis zum Bau der ersten Gemarker Kirche, den Katholiken schenkte der Landesherr 1708 ein Grundstück sowie Baumaterial und Geld zur Errichtung einer eigenen Kirche für ganz Barmen.

### Die erste Kirche (1708–1710, 1721)
1708 wurde der Bauplatz der künftigen Kirche südlich des Barmer Mühlengrabens, in der Nähe des Alten Markts unter das Patrozinium des Heiligen Antonius von Padua gestellt. Aus Geld- und Materialmangel blieb der Rohbau für elf Jahre liegen; erst 1721 konnte die Kirche fertiggestellt und am 24. Mai des Jahres geweiht werden. Zunächst 91, 1755 schließlich 350 Gemeindemitglieder nutzten den kleinen, bescheidenen Kirchbau.
1748 wurde eine größere Kirche im Stil des Bergischen Barock für einen Bauplatz südwestlich der alten Kirche entworfen, der Bau kam jedoch durch die Ereignisse des Siebenjährigen Krieges (1756–1763) nach dem Setzen der Fundamente zum Erliegen und wurde nie weiter ausgeführt. Mit der Säkularisation des Franziskanerklosters 1803 in Hardenberg endete die Zeit der Barmer Mission, die Jahre der französischen Herrschaft unter Napoleon brachten eine Zeit der Not, die weitere Kirchenbaupläne verhinderte.

### Die zweite Kirche (1825–1826)
Erst im seit 1815 preußischen Barmen wurden die Pläne zum Bau einer größeren Kirche für die inzwischen stark angewachsene katholische Gemeinde wieder aufgenommen. Die 1755 begonnene Kirche schien für die Gemeinde zu klein, so dass ein neuer Entwurf von Adolph von Vagedes für eine Kirche mit 1.200 Plätzen aus dem Jahre 1818 in den Jahren 1825–1826 zur Ausführung kam. Das klassizistische Gebäude mit Stilelementen aus der römischen Architektur, eine dreischiffige, dreijochige Basilika ohne Querschiff mit einem von ionischen Säulen getragenen Pronaos und einem Turm hinter dem im Norden befindlichen Rechteckchor wurde am 16. Mai 1826 geweiht.

### Die dritte Kirche (1869–1883)
Durch die Industrielle Revolution zogen auch zahlreiche Katholiken nach Barmen, das schließlich 1884 die Zahl von 100.000 Einwohnern überschritt. Schon 1867 begann die inzwischen auf 9.000 Mitglieder gewachsene Gemeinde die Vergrößerung ihrer Kirche. Der Kölner Architekt Vincenz Statz entwarf einen verklinkerten neogotischen Bau, der den drei Jochen des alten Kirchenbaus ein viertes, tieferes hinzufügte und daran ein zweischiffiges Querhaus und drei Apsiden anschloss. Der nördlich verlaufende Mühlenbach verhinderte den Bau eines Langchores, so dass der Grundriss dieser Kirche T-förmig blieb. In den neunziger Jahren wurde im Süden anstelle der alten Säulenhalle ein massiver, hoher gotischer Turm gesetzt. 1908/09 gestaltete der Angermunder Kirchenmaler Heinrich Nüttgens die Innenausmalung der Kirche. Mit weiteren Kirchenbauten für neue Gemeinden (St. Johann Baptist in Oberbarmen 1895, Herz Jesu in Unterbarmen 1896) wurde der Bevölkerungsentwicklung Barmens Rechnung getragen. St. Antonius in Barmen-Gemarke wurde während des Zweiten Weltkrieges bei Bombenangriffen der Jahre 1943 und 1945 und durch Folgeschäden bis auf die unteren Turmgeschosse und die Außenfassade des Kirchenbaus zerstört; 1947–1951 wurde der Bau notdürftig für den Gottesdienst wieder hergerichtet. 1955 wurde auf die erhaltenen zwei Turmgeschosse ein neuer, gedrungener Turm gesetzt, der mit seinen 56 Schallöffnungen auf romanische Formen, etwa am Dom von Paderborn anspielt.

### Die vierte Kirche (1969–1973)
1958 beschloss der Kirchenvorstand den Bau einer neuen Kirche, dessen Planung 1964 den Architekten Steinbach und Kohl übertragen wurde. 1968 wurde die dritte Antoniuskirche bis auf den Turm abgerissen. Das Grundstück wurde durch Tausch und Neuerwerbungen vergrößert, die Ausdehnung nach Norden über den inzwischen unterirdisch verlaufenden Mühlengraben verzögerte die Bauarbeiten. Das in den 1970er Jahren entstandene, wie sein Vorgänger verklinkerte Gebäude ist erstmals nach Osten ausgerichtet und steht damit diagonal auf dem Grundstück, im Westen schließen sich umfangreiche Gebäudeteile für die Gemeindearbeit an, auch an den rechteckigen Seiten des Grundstücks, die verschiedene Höfe bilden. Die drei Portale befinden sich unter der baulichen Verbindung zwischen Gemeindehaus und Orgelempore. Zum erhaltenen Südturm, der nicht eigentlich in den neuen Baukörper einbezogen wurde, besteht ebenfalls eine Verbindung. Der neue Kirchsaal besteht aus einem Hauptschiff, dessen Decke zur trapezförmigen hohen Apsis hin ansteigt, während die Seitenschiffe gegenläufig von der Westfassade nach Osten hin niedriger werden. Die Schiffe zeigen einen offenen Dachstuhl. Im Westen ist eine große betongestützte Orgelempore eingezogen, über der hohe Fenster an der Westfassade das Kircheninnere beleuchten. In der Mitte und zu Seiten der Apsis befinden sich drei schmale, hohe senkrechte Fenster mit Glasbausteinen.

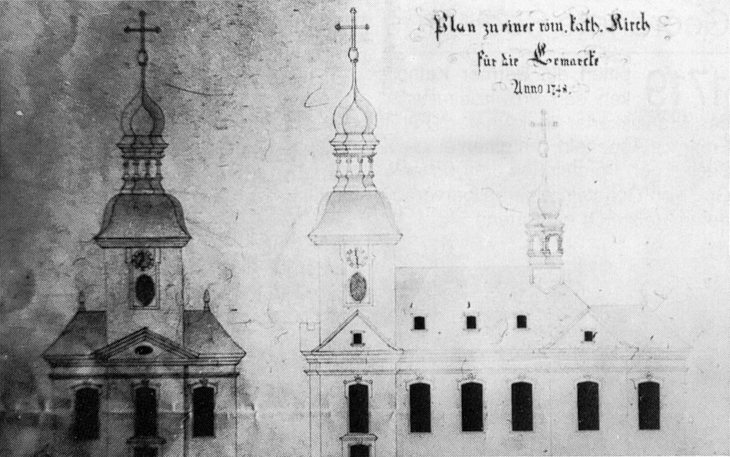
Anonymer Entwurf für eine zweite Kirche
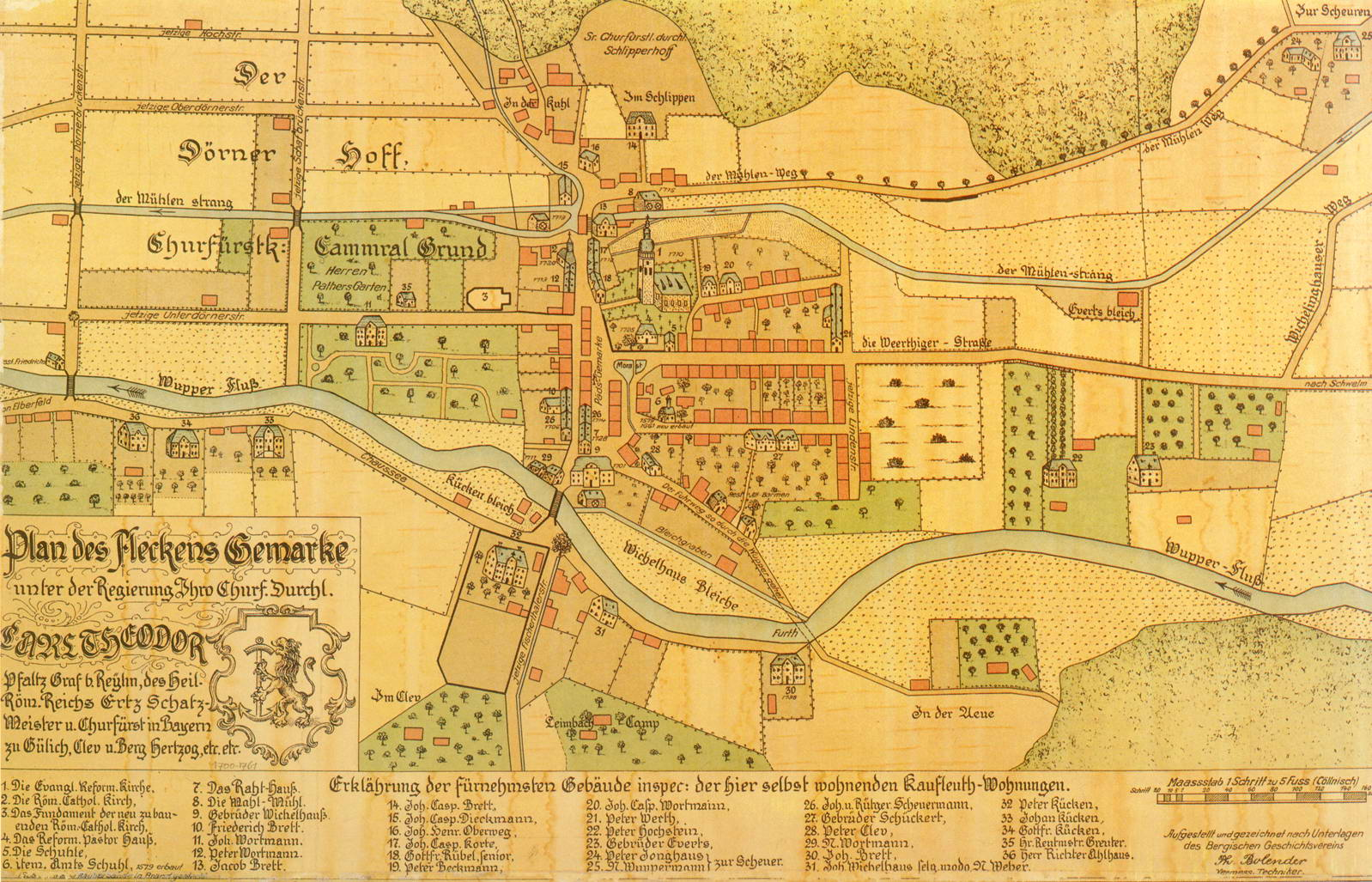
Karte von Gemarke mit der ersten (2) und dem Bauplatz der geplanten zweiten Kirche (3), 1761
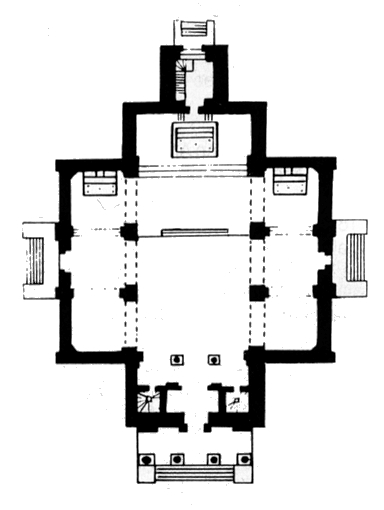
Grundriss der zweiten Kirche
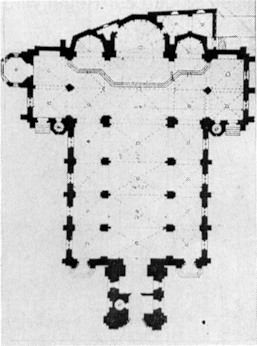
Grundriss der dritten Kirche

## Orgel
Die Orgel der Antonius-Kirche wurde 1973 durch die Orgelbaufirma Johannes Klais (Bonn) erbaut. Das Instrument hat 48 Register auf drei Manualen und Pedal. Die Disposition der Orgel ermöglicht mit ihrem barocken Rückpositiv und dem französisch-romantischen Schwellwerk die Darbietung eines breiten Spektrums an Orgelliteratur. Die Spieltrakturen sind mechanisch, die Registertrakturen elektrisch.
| I Rückpositiv C–g3 |                |       |
| 1.                 | Holzgedackt    | 8′    |
| 2.                 | Quintade       | 8′    |
| 3.                 | Praestant      | 4′    |
| 4.                 | Gemshorn       | 4′    |
| 5.                 | Prinzipal      | 2′    |
| 6.                 | Rohrflöte      | 2′    |
| 7.                 | Quinte         | 1 ⁄3′ |
| 8.                 | Sesquialter II | 2 ⁄3′ |
| 9.                 | Scharff II     |       |
| 10.                | Dulcianregal   | 16′   |
| 11.                | Musette        | 8′    |
|                    | Tremulant      |       |

| II Hauptwerk C–g3 |                |        |
| 12.               | Gedacktpommer  | 16′    |
| 13.               | Prinzipal      | 8′     |
| 14.               | Rohrflöte      | 8′     |
| 15.               | Viola da Gamba | 8′     |
| 16.               | Quinte         | 5 1⁄7′ |
| 17.               | Octave         | 4′     |
| 18.               | Blockflöte     | 4′     |
| 19.               | Superoctave    | 2′     |
| 20.               | Cornett V      | 8′     |
| 21.               | Mixtur IV–VI   |        |
| 22.               | Cymbel III     |        |
| 23.               | Trompete       | 8′     |

| III Schwellwerk C–g3 |                 |        |
| 24.                  | Holzprinzipal   | 8′     |
| 25.                  | Bleigedackt     | 8′     |
| 26.                  | Salicional      | 8′     |
| 27.                  | Vox coelestis   | 8′     |
| 28.                  | Octave          | 4′     |
| 29.                  | Koppelflöte     | 4′     |
| 30.                  | Nasard          | 2 ⁄3′  |
| 31.                  | Schweizerpfeife | 2′     |
| 32.                  | Terz            | 1 3⁄5′ |
| 33.                  | Sifflet         | 1′     |
| 34.                  | Mixtur V        | 2′     |
| 35.                  | Englisch Horn   | 16′    |
| 36.                  | Hautbois        | 8′     |
| 37.                  | Clairon         | 4′     |
|                      | Tremulant       |        |

| Pedal C–f1 |               |         |
| 38.        | Prinzipalbass | 16′     |
| 39.        | Subbass       | 16′     |
| 40.        | Quintbass     | 10 2⁄3′ |
| 41.        | Octavbass     | 8′      |
| 42.        | Gedacktbass   | 8′      |
| 43.        | Superoktav    | 4′      |
| 44.        | Rohrflöte     | 4′      |
| 45.        | Hintersatz V  |         |
| 46.        | Posaune       | 16′     |
| 47.        | Trompete      | 8′      |
| 48.        | Schalmei      | 4′      |

- Koppeln: I/II, III/I, III/II, I/P, II/P, III/P
- Spielhilfen: vier feste Kombinationen, Tutti, 1280-fache elektronische Setzeranlage mit Sequenzer und Diskettenlaufwerk, Tremulanten regelbar, Crescendowalze.

## Katholische Citykirche Wuppertal
Seit dem 11. September 2004 ist St. Antonius neben St. Laurentius in Wuppertal-Elberfeld ein Standort der Katholischen Citykirche Wuppertal.